# Brygos

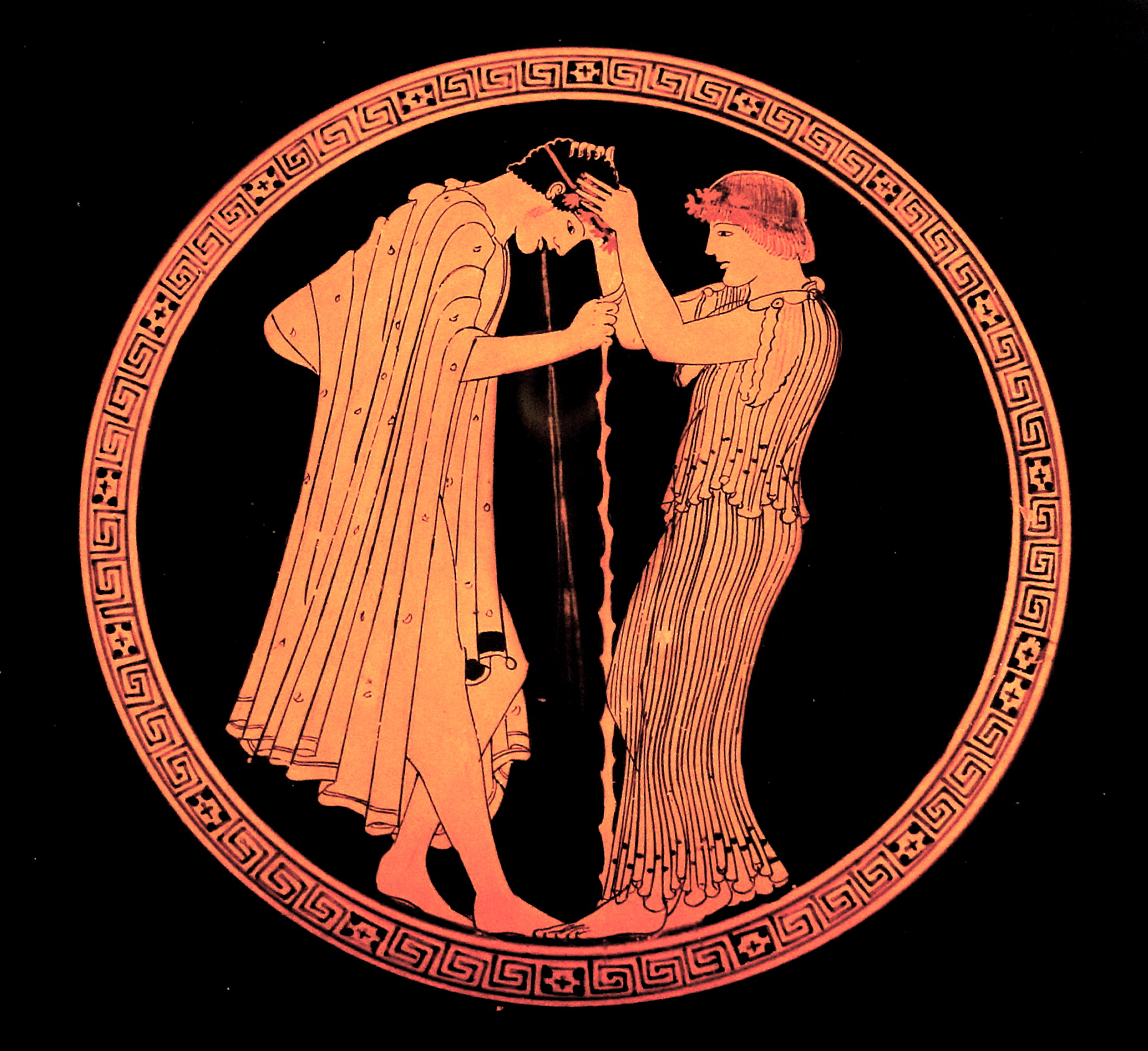
Malarz Brygosa – tondo kyliksu z przedstawieniem spojonego biesiadnika i hetery (ok. 480 p.n.e.)

Brygos (gr.  Βρύγος) – attycki garncarz znany z sygnatur na kilku naczyniach, działający na początku V wieku p.n.e.
Prowadził własną pracownię, w której stworzono manierę malowania włosów rozcieńczoną farbą, co imitowało oryginalny w Grecji kolor blond. W jego warsztacie pracowało pięciu malarzy o nieznanych imionach. Jeden z nich, określany jako Malarz Brygosa, był autorem ponad 200 prac w stylu czerwonofigurowym . 
Cechowały go skróty perspektywiczne wraz ze swobodą kompozycji i stosowaniem wyrazistej kreski rysunku oraz ekspresyjność w oddawaniu wyrazu twarzy. Podejmował różnorodną tematykę (sceny z uczt i igrzysk, pochodów dionizyjskich aż po mitologiczne sceny tragiczne, m.in. z Iliady)  .